# Гончар, Сергей Викторович
Серге́й Ви́кторович Гонча́р (род. 13 апреля 1974, Челябинск) — советский и российский хоккеист, защитник. Двукратный призёр Олимпийских игр в составе сборной России. Заслуженный мастер спорта России (1998). Обладатель Кубка Стэнли в составе клуба «Питтсбург Пингвинз» в сезоне 2008/09 качестве игрока и в сезоне 2016/17 в качестве тренера защитников

## Биография
Воспитанник «Трактора». Дебютировал в чемпионате СНГ (1991-92). На драфте НХЛ 1992 года выбран в 1 раунде под общим 14 номером командой «Вашингтон Кэпиталз». 3 марта 2004 года был обменян в «Бостон Брюинз». 3 августа 2005 года как неограниченно свободный агент подписал контракт с «Питтсбург Пингвинз».
7 июня 2013 года права на Гончара были приобретены «Даллас Старз» в обмен на возможный выбор в 6-м раунде драфта 2013 года. 8 июня Гончар подписал двухлетний контракт на $10 млн.
В каждом сезоне забивал более 12 шайб и раздавал более 50 передач. Неоднократно призывался на Матч всех звезд НХЛ.
Рекордсмен среди российских защитников в регулярных чемпионатах НХЛ по количеству игр (1301), числу заброшенных шайб (220), голов в большинстве (102), победных голов (35), голов в овертайме (4), нанесенных бросков в створ ворот, набранных очков — 811 (220+591). По количеству сыгранных матчей среди всех российских хоккеистов уступает только Александру Овечкину и Алексею Ковалёву. Среди всех защитников в истории НХЛ занимает 17-е место по количеству очков, голов, передач, 18-е по количеству игр, 10-е по количеству голов в большинстве, 14-е по количеству победных голов, 21-е по количеству бросков.
27 октября 2015 года завершил карьеру игрока и вошёл в тренерский штаб «Питтсбург Пингвинз».
Работал ассистентом тренера в сборной России.
С 2023 года по июнь 2025 — тренер защитников в «Ванкувер Кэнакс».

## Достижения
- Серебряный призёр Олимпиады-1998
- Бронзовый призёр Олимпиады-2002
- Бронзовый призёр чемпионата мира 2007
- Серебряный призёр чемпионата мира 2010
- Участник 5 матчей «Всех звёзд» НХЛ (2001, 2002, 2003, 2004, 2008)
- Обладатель Кубка Стэнли (2009, Питтсбург Пингвинз)
- Чемпион России 1993 (Динамо)

Гончар вошел в число претендентов на включение в Зал хоккейной славы в Торонто в 2022 году . Он уже претендовал на этот титул 2 года назад.

## Статистика
| Легенда | Легенда                    | Легенда | Легенда                   | Легенда | Легенда    |
| ------- | -------------------------- | ------- | ------------------------- | ------- | ---------- |
| И       | Количество проведённых игр | Штр     | Штрафное время            | +/−     | Плюс-минус |
| Г       | Голы                       | П       | Голевые передачи          | О       | Очки       |
| -       | Статистика неизвестна      | —       | Статистика не учитывалась |         |            |